# Františka Gregorová
Františka Gregorová (anglicky Frances Gregor, 3. března 1850 Třemošnice u Benešova – 18. září 1901 Woodland Park) byla česko-americká pedagožka, překladatelka, historička, novinářka, spisovatelka, spolková činovnice, sufražetka a feministka. Stala se jednou z prvních česko-amerických učitelek a překladatelek do angličtiny v USA, jejím nejvýznamnějším dílem je pak překlad románu Boženy Němcové Babička do angličtiny pod názvem The Grandmother pořízený roku 1892.

## Život

### Mládí
Narodila v Třemošnici nedaleko Benešova ve středních Čechách v české rodině jako čtvrté z osmi dětí. Její rodina se roku 1854 přestěhovala do USA, od roku 1868 se usídlila ve Wisconsinu, kde tehdy žila početná česko-americká komunita. Usadili se v Manitowocu nedaleko Kewaunee, kde otec pracoval na pile. Zde Františka navštěvovala anglickou základní školu. Roku 1866 Gregorovi zakoupili rodinnou farmu nedaleko Lincolnu v wisconsinském okrese Kewaunee County. V USA začala užívat anglickou podobu svého křestního jména, Frances.

### Studia a pedagogické působení
O rok později jí bylo nabídnuto místo učitelky na venkovské základní škole. Toto místo přijala a po absolvování učitelského kurzu a zkoušek na místo roku 1868 nastoupila. Následně se rozhodla pokračovat ve vzdělání a roku 1871 nastoupila na nově otevřenou pokračovací školu, a posléze pak obchodní akademii, v Oshkosh ve Wisconsinu, kde rok studovala mj. historii, pedagogiku, knihovnictví, krasopis a další obory. Až do roku 1876 pak působila jako učitelka v Kewaunee, posléze se pak vrátila ke studiím v Oshkosh. K učitelství se vrátila roku 1883 a do roku 1884 učila opět v Kewaunee. Usilovala o přijetí na univerzitu, což se jí podařilo přijetím ke studiu na Cornellově univerzitě v Ithace ve státě New York, kde studovala literaturu a historii a studium řádně zakončila roku 1887 získáním titulu „Bachelor of Letters” (Bakalář písemnictví).

### V Čechách
Vytkla si za cíl sepsat publikaci o českých dějinách v angličtině, pročež se rozhodla roku 1888 vykonat studijní cestu do Čech. V této snaze jí finančně podpořili mj. česko-americké osobnosti krajanského života, jako např. obchodník a novinář Vojtěch Mašek či kalifornský podnikatel František Korbel se svým bratrem. Gregorová téhož roku absolvovala plavbu do Evropy, mj. v doprovodu českoamerického politika, novináře a amerického konzula v Praze Karla Jonáše, krátce cestovala po památkách v Německu a Francii a do Čech dorazila nejspíš ještě téhož roku. V Praze se prostřednictvím tzv. Americkéhu klubu dam setkala zejména s vůdčími osobami českého feministického snažení, mj. s Eliškou Krásnohorskou a Karolinou Světlou, ale také např. s básníkem Juliem Zeyerem. V Praze žila zhruba dva roky, vedle studia zde byla také novinářsky činná a její příspěvky otiskly např. Ženské listy. V Čechách však onemocněla „záduchou” (astmatem) a roku 1890 se rozhodla k návratu do Spojených států.

### Zpět v USA
Zde se z nemoci částečně vyléčila, rok potom vykonávala funkci ředitelky školy v Port Huron v Michiganu. Kvůli zhoršení zdraví však místo opustila a vrátila se k rodičům do Lincolnu. Na radu lékaře se pak roku 1891 rozhodla přestěhovat kvůli prospěšnému horskému ovzduší do hornatého Colorada. Zde se věnovala samostudiu i literární činností, mj. sepsáním životopisu J. A. Komenského, historické knihy Vypravování z české historie či prvním anglickým překladem románu Babička od Boženy Němcové zhotoveného roku 1892 a vydaného v Chicagu roku 1893. Vydání prózy doplnila svým životopisem Boženy Němcové. Dílo však nevzbudilo větší ohlas a bylo zastíněno velkým množstvím prací amerického literárního regionalismu.
Rovněž byla spoklově činná a byla členkou českoamerické Jednoty českých dam, rovněž se zúčastnila koncilu Advisory Council na Světové výstavě v Chicagu roku 1893. V Coloradu se také zabývala sběrem rostlin a bylin a následným vytvářením herbářů.

### Úmrtí
Františka Gregorová zemřela 18. září 1901 ve Woodland Park ve věku 51 let následkem zdravotních komplikací spojených s astmatem.

## Dílo
- Vypravování z české historie

### Překlady
- The Grandmother, román Boženy Němcové Babička (anglicky, 1892)